# 露薏絲·烏瑞琪
露薏絲·烏瑞琪（英語：Luise Ullrich，1910年10月31日—1985年1月21日），奧地利女演員。她於1941年贏得威尼斯影展最佳女演員獎。她從1932至1981年之間出演了將近50部電影。

## 外部鏈接
- 露薏絲·烏瑞琪在互联网电影资料库（IMDb）上的資料（英文）
- 在Virtual History的露薏絲·烏瑞琪 （页面存档备份，存于）